# MTU Turbomeca Rolls-Royce
Die MTU Turbomeca Rolls-Royce (kurz MTR) ist ein in der Luftfahrtbranche tätiges Konsortium der drei europäischen Triebwerkshersteller MTU Aero Engines, Turbomeca und Rolls-Royce.
Gegründet wurde die GmbH 1989 für Entwicklung und Serienfertigung des im europäischen Kampfhubschrauber Eurocopter Tiger eingesetzten Triebwerks MTR390, einem Zweiwellen-Gasturbinentriebwerk mit – je nach Ausführung – ca. 950 bis 1095 kW Wellenleistung. Das Konsortium ist als Programmorganisation für die Entwicklung, Produktion und Wartung der Tiger-Triebwerke verantwortlich. Außerdem ist es Vertragspartner der europäischen Beschaffungsorganisation OCCAR.
Sitz des Konsortiums ist in Hallbergmoos bei München. Geschäftsführer ist seit 2012 Werner Burger.